# Poulan-Pouzols
Poulan-Pouzols è un comune francese di 438 abitanti situato nel dipartimento del Tarn nella regione dell'Occitania.

## Società

### Evoluzione demografica
Abitanti censiti